# マイケル・スワンゴ
マイケル・ジョセフ・スワンゴ (英語: Michael Joseph Swango, 出生名ジェームス・マイケル・スワンゴ 英語: James Michael Swango、1954年10月21日 - ）はアメリカ合衆国の連続殺人犯で内科医。彼は4件の殺人のみ自供しているが、おそらくは患者や同僚など60人ほどの毒殺に関与していると思われる。2000年に3件の終身刑(仮釈放が認められない)の判決を受けて、彼自ら希望してADXフローレンス刑務所で服役中。

## 生い立ち
マイケル・スワンゴはミュリエルとジョン・ヴァージル・スワンゴの子としてワシントン州タコマに生まれ、イリノイ州クインシーで育つ。父親のジョンは生え抜きのアメリカ陸軍の軍人でベトナム戦争に従軍し、1972－1973年の政府紳士録にも載っていたが、後にアルコール依存症になる。さらにベトナム戦争から帰還すると、ジョンは抑うつ状態になり、妻のミュリエルと離婚した。成長すると、マイケルは父親と会うこともなくなり、結果として母親と親密になっていった。1972年の高校卒業時には首席で卒業生総代に選ばれている。在学中はバンドでクラリネットを演奏していた。
スワンゴは海兵隊に入隊し、サンディエゴの新兵訓練を終えた。1980年に名誉除隊している。従軍中に海外事情に興味を持つことはなかったが、海兵隊のトレーニングで彼はフィジカルトレーニングに目覚めた。勉強している以外では、たびたびジョギングや美容体操をしている姿がクインシー大学のキャンパスで目撃されており、インストラクターからダメ出しされたときに自ら罰する目的で腕立て伏せをする男として知られていた。大学卒業時にはラテン・オナーズとアメリカ化学会賞を受賞している。卒業後は南イリノイ大学(SIU)の医学部に進学した。
スワンゴはSIUの在学中に問題のある行動を見せている。優秀な学生ではあったものの、学業に集中するより救急車に同乗して働くことを好んだ。この頃、死にゆく患者に魅了された様子が見られている。当時はほとんど気付くこともなかったが、スワンゴが担当した患者には"隠語(coding)"、つまり「隠語で医師・看護師を呼び出す緊急状態」に陥る者が多く、そのうち少なくとも5人が死亡した。
やる気のない態度で研修していたが、卒業の1ヶ月前に産婦人科の研修中に偽の健康診断をしていたことが発覚した。同期の学生には、2年時から彼の不正を疑っていたものもいたが、明らかになったのは今回が初めてである。ほぼ退学が決まっていたところ、理事の一人が彼にセカンドチャンスを与える票を投じたため、学校に残ることが許される。当時は学生を退学させるには理事会で全会一致の評決が必要だった。さらに、学生や学部のメンバーからスワンゴの医師としての資質を懸念する声が出てきた。最終的に、大学は彼に産婦人科の研修を繰り返すことと、他の専門分野の課題をいくつか完了させることを条件に、同期より1年遅れて卒業を認めた。

## 殺人事件
SIUの学部長がスワンゴを低評価しているにも関わらず、1983年に彼はオハイオ州立大学(OSU)のウェクスナー医療センターで外科のインターンに選ばれ、終了後は脳神経外科の研修医になる見込みだった。彼がOSUのロードス・ホールで働いていると、看護師は明らかに健康な患者が恐ろしい頻度で不可解に死んでいくことに気付いた。いずれの場合もスワンゴが出勤していた。ある看護師は彼が何らかの"薬物"を患者に注射しているところを見ており、その患者は後に不自然に体調を崩している。
看護師たちは理事に彼らの懸念を報告したが、偏執病の告発と見なされてしまった。1984年、こうしてスワンゴは、いいかげんな調査のせいで容疑者から外された。しかし、彼の仕事ぶりは、かなりだらしなく、OSUはインターンシップが終わる6月に彼を研修医とする申し出を撤回した。後に、理由なく解雇して本人に訴えられることを恐れたOSUは、インターンシップが終了後に可能な限り早く病院から追い出すことを決めていたことが明らかになっている。
1984年7月、スワンゴはスプリングフィールドの救急隊で心臓病患者に自分で運転させて病院に向かわせたことで解雇された。それにもかかわらず、クインシーに戻ったスワンゴは、アダムス郡の救急隊の救急救命士として働き始める。すぐに同僚の救急隊員たちは、スワンゴがコーヒーを用意したり食べ物を持ってくると、何の理由もなく酷く体調が悪くなることに気付いた。その年の10月、彼の持ち物からヒ素や毒物が見つかりクインシー警察に逮捕され、翌年の1985年8月、同僚に毒物を摂取させたことで加重暴行罪で有罪になり懲役5年の判決が出た。
スワンゴの有罪判決を受けて、OSU内で批判が巻き起こった。法学部の学部長は騒動について、病院側はスワンゴの行動を警察に通報すべきであり、初期の調査の明らかな誤りを指摘している。そういった批判にも関わらず、OSUが外部に調査を委ねるべきだったと公式に認めるまで10年かかった。フランクリン郡の検察は殺人および殺人未遂でも告発すると見られたが、物的証拠の不足で断念している。
1989年、スワンゴは刑期を終えて出所すると、バージニア州ニューポートニューズのキャリア開発センターで働き始めた。しかし、仕事中に大災害の記事を集めたスクラップブックを作っているところを見つかり、解雇されている。次に検査技師の職を見つけるが、そこで彼が働いている時期に、何人もの労働者が悪化していく慢性の胃痛で診察を受けている。その頃、スワンゴは看護師のクリスティン・リン・キニーと出会い、交際を始め結婚を考えるようになった。1991年までそこで働き、検査技師を辞めて医師として働く道を探し始める。

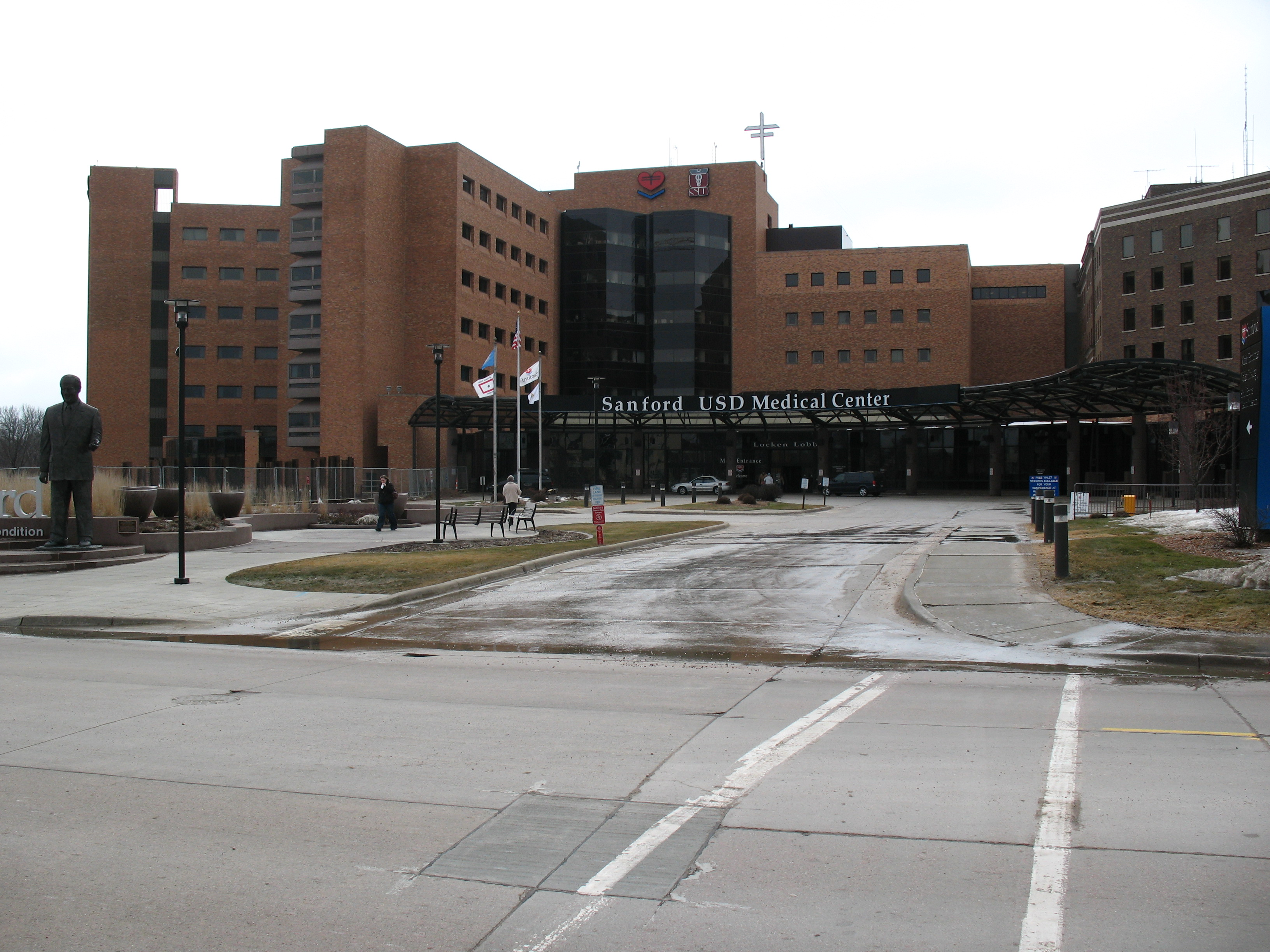
スタンフォードUSD医療センター

1991年に名前をダニエル・J・アダムスと合法的に変更し、ウェストバージニア州ホイーリングの病院で研修医プログラムに採用されると、翌年にはサウスダコタ州スーフォールズのスタンフォードUSD医療センターで働き始めた。どちらの場合も、複数の偽造書類を提出し、社会から尊敬される内科医としての自分を作り直そうとした。イリノイ州矯正局の書類も偽造し、毒を与え5年服役した重犯罪を、同僚と殴り合って6ヶ月収監された軽犯罪に改ざんしている。
ほとんどの州では、医師免許を有するものを重犯罪者とは予想せず、そういったものは無教養の結果と考えている。彼はバージニア州知事が公民権を回復したという書類も偽造した。それにはスワンゴは、"軽犯罪以上の罪を犯しておらず"、その後は"模範的な生活を送っている"という"友人と同僚の報告"に基づいて知事が投票券および陪審員に任命される権利を回復すると記載されていた。
スワンゴはスタンフォードUSD医療センターで確かな評価を得たが、アメリカ医師会(AMA)に加盟しようとしたところ、より踏み込んだ調査がAMAによって行われ、毒の投与で有罪になった事実が判明した。その年の感謝祭の日に、ディスカバリーチャンネルの番組Justice Filesでスワンゴの事件が放送される。AMAの報告書と驚いた同僚たちの通報により、スタンフォードUSD医療センターはスワンゴを解雇した。その直後にキニーは猛烈な偏頭痛に悩みバージニアに戻っているが、スワンゴと離れてからは頭痛が治まっている。

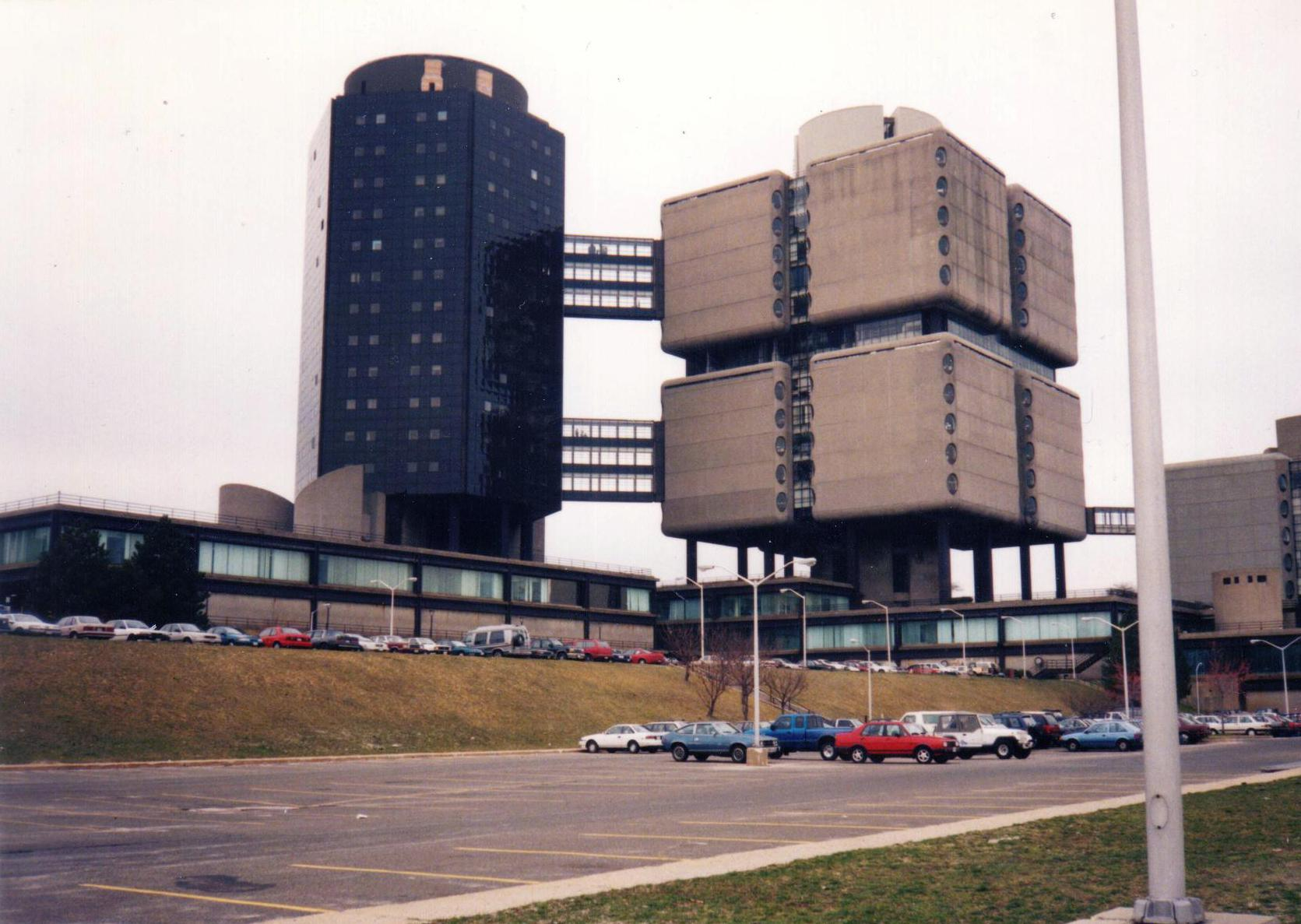
1990年代のニューヨーク州立大学ストーニーブルック校

AMAが一時的にスワンゴを見失っている隙に、彼はニューヨークのストーニーブルックの精神科研修医プログラムに応募していた。最初に回されたのは退役軍人省の医療センターにある内科で、そこでも再び、何人もの患者が不可解に死んでいった。4ヶ月後、自殺したキニーの遺体からヒ素が検出される。
キニーの母親シャロン・クーパーは、スワンゴのような過去のある人間が医師として研修できていることに驚いた。彼女はキニーの友人でスタンフォードUSD医療センターの看護師に連絡を取り、その友人もまた学部長ロバート・タリーにスワンゴがどこで何をしているか報告し、タリーはストーニーブルックの学部長ジョーダン・コーヘンに電話した。精神科のトップ、アラン・ミラーによる厳しい尋問でスワンゴは毒の投与の件を偽ったことを認め、即刻解雇される。世間からの猛烈な批判を受け、コーヘンとミラーは、その年のうちに辞職を余儀なくされた。コーヘンは辞職前にスワンゴに関する警告をアメリカ各地の125の医学部と1000の研修病院に送っており、スワンゴの名前はブラックリストに載せられ、アメリカの施設で研修できるところは無くなった。
スワンゴの最後の事件が起こったのが退役軍人省（VA）の施設だったため、連邦当局が捜査に当たった。1994年の半ばまで彼の消息は不明だったが、FBIがアトランタでコンピューター機器のメーカーで汚水処理施設の化学者として働いていることを掴んだ。すぐにFBIから会社に警告が送られ、スワンゴは求人票に嘘を書いていたことで解雇される。FBIは退役軍人省の病院で働く際に資格を偽ったことで逮捕状を取った。
その時すでにスワンゴはアメリカを飛び去っていた。1994年11月、ジンバブエに到着した彼は、偽の書類を使って国の中心部の病院で職を手に入れている。そしてまた、患者たちは不可解に死に始め、怪しんだ医長は彼を休職させた。適切な検死が行われなかったため、確実な結論には至らなかった。
休職処分中に、スワンゴは医療訓練に戻れるよう弁護士デービッド・コルタートを雇っている。また病院の理事に、ボランティアで研修を続けられないか訴えている。しかし、この申し出はスワンゴが病棟をうろつき、呼び出し待機ですらないときでもICUを覗いていた彼を警戒した医師によって却下された。スワンゴのせいで突然死んだ患者が何人かいると思われたが、その時点で確かな証拠は何もなかった。
当時、彼はある未亡人から部屋を借りていたが、彼女が友人との食事を用意し、それを食べた直後に酷く体調を崩し地元の医者の診察を受けた。医師はヒ素中毒を疑い、南アフリカプレトリアの法医学研究所にサンプルを送るよう説得する。髪の毛からヒ素中毒のレベルが確定でき、研究所の報告はジンバブエの捜査機関からインターポールを通じてFBIに渡り、FBIはジンバブエを訪れて医師と病理学者に面談した。
その間、自分に捜査の手が伸びていることを感じたスワンゴは、国境を超えナミビアに移り、一時的な医師の仕事を得ている。一方で、毒の投与で被告のスワンゴが欠席したまま裁判が行われた。1997年、サウジアラビアのダーランに移動した彼は偽の履歴書を使って病院で働き始めた。

## 逮捕から有罪判決まで
一連の出来事の中で、VAの捜査機関のチーフは司法精神医学者に助言を求めた。膨大な専門知識で、資料や証拠を再検討し、スワンゴの犯罪動機を評価して彼のプロファイリングを行った。VAのチーフはFBIに呼ばれスワンゴの身柄確保について協議し、DEA捜査官も加わって事件について検討は続いた。スワンゴはVAで勤務しているときに麻酔薬を処方しており、DEA捜査官は彼が政府へ虚偽の申請書を提出したことに焦点を合わせて話し合い、これを逮捕理由として移民帰化局の捜査官が1997年6月にサウジアラビアに向かう際にシカゴ・オヘア空港に立ち寄ったスワンゴを逮捕した。
不正行為の証拠を突きつけられ、そこからジンバブエでの犯行に捜査が拡大することを恐れたスワンゴは、1998年3月に政府に対する不正行為について罪を認め、1998年7月に懲役3年6ヶ月の判決が出る。判決を出した裁判官は、食事の準備や配膳に携わること及び薬物の準備と配布に関与することを禁じる命令を出している。
FBIとVAの捜査官、それに検察官はスワンゴがシリアルキラーであると確信していたが、"合理的な疑い"を乗り越える難しさも知っていた。さらに、彼らには証拠を集める時間的制限もあった。連邦刑務所の囚人は、模範囚として釈放されるまでに判決の85％を服役しなければならない。これは、スワンゴが本当に殺人犯と証明するまで3年6ヶ月の85％、つまり3年の猶予しかなかった。彼らは皆、十分な証拠が得られなければ、スワンゴが殺人を再開することを恐れた。調査員たちは、この時間をスワンゴの事件記録の収集に費やした。この調査の一環で、検察官は3人の患者の遺体を掘り起こし、遺体から有毒な化学物質を発見する。また、スワンゴが患者に鎮静剤と見られるものを注射して不随にさせた証拠も見つけている。患者は鎮静剤で昏睡に陥ったあと1993年11月9日に死亡している。
さらに、スワンゴがOSUでインターンとして働いていた時期の患者の死について嘘をついている証拠も見つかった。彼は患者が心不全を発症したと言っていたが、実際はカリウムを投与して心臓を停止させて殺していた。詐欺罪で服役していたスワンゴが仮釈放されるまで1週間を切った2000年7月11日、連邦検察官は彼を、3件の殺人とそれぞれ1件の暴行、不実記載、郵便詐欺、および有線通信詐欺の策謀の容疑で刑事告訴した。同時にジンバブエ当局も7人の患者への毒物投与（うち5人は死亡）の罪で告発した。訴状が提出される1週間前、FBI捜査官は獄中のスワンゴに面会している。彼らはスワンゴが釈放されると同時に、ジンバブエに身柄が送還され、殺人と殺人未遂で起訴されるだろうと伝えると、ジンバブエで死刑になることを恐れたスワンゴは司法取引を持ちかけてきた。最終的に、検察は死刑を求刑せず、ジンバブエに身柄を送還しないこと、スワンゴは仮釈放なしの終身刑を受け入れる条件で取引は成立した。
公式には、2000年7月17日に起訴され、彼は無罪を主張している。9月6日、彼は裁判官の前で、3件の殺人の罪を認め、同様に郵便詐欺と有線通信詐欺の罪も認めた。量刑審問で、スワンゴは3件の殺人、4人目の死について嘘をついたこと、1985年の有罪判決を隠して求職したことを認めた。
検察官はスワンゴのノートにあった事件のさなかに感じた喜びについて書かれた一節を読み上げた。判事は3件の殺人で仮釈放なしの終身刑の判決を出す。彼は自ら望んでADXフローレンス刑務所に収監された。スワンゴはVAに対する詐欺罪で収監されているときに他の囚人から刺されており、通常の刑務所で同じ目に合わされることを恐れた。クインシーに生まれ育った作家は、著作の中で、状況証拠からスワンゴがSIUで殺害した被害者は35人と見積もっている。一方でFBIは60人ほど殺害しており、アメリカの歴史上、もっとも多くを殺害した犯罪者の一人だと信じている。

## 犯行手口
スワンゴは、ほとんど殺害方法を変えていない。救急隊で働いていた時期の同僚など、彼の患者でない者には主にヒ素などの毒を飲食物に混ぜている。患者に対しては、同じように毒物を使う場合もあったが、たいていは処方された薬を過剰に摂取させるか、不必要な危険な薬を処方して殺している。